# CL-20
CL-20 là chất nổ được tổng hợp với số lượng nhỏ trong các phòng thí nghiệm Ấn Độ và trong tương lai sẽ thay thế các chất nổ octogen và hexagen trong đạn pháo, bom và các loại bom đạn khác. 

## Tổng quan
Theo đánh giá của DRDO, các ưu thế của CL-20 là có uy lực lớn gấp 15 lần Octogen, bản thân Octogen có uy lực mạnh hơn 4 lần Hexogen.
Dự kiến loại đạn dược đầu tiên sử dụng chất nổ ICL-20 sẽ là đạn pháo tăng 120 mm của xe tăng Arjun. Không loại trừ, quân đội Ấn Độ sẽ chuyển sang sử dụng thuốc nổ mới trong 15-20 năm tới.
Nhược điểm chính của ICL-20 hiện là giá thành sản xuất. Chi phí để tổng hợp 1 kg ICL-20 là gần 70.000 Rupee (khoảng 1.530 USD). Trong khi sản xuất 1 kg Octogen, Ấn Độ chỉ mất 6.000 Rupee, còn 1 kg Hexogen thì chỉ mất 750 Rupee.
Đến nay, các phòng thí nghiệm của DRDO đã tổng hợp được gần 100 kg ICL-20. CL-20 được phát minh ở China Lake (các chữ cái CL lấy từ địa danh China Lake) ở California năm 1987. 
Chất nổ này còn gọi là hexanitrohexaazaisowurtzitane.
Hiện nay, thuốc nổ này chưa được sản xuất ở quy mô công nghiệp và chưa được sử dụng để chế tạo bom đạn, chủ yếu do chi phí tổng hợp cao.
Trước đó, Hải quân Mỹ đã bày tỏ sự quan tâm tới CL-20 mà họ định sử dụng làm một trong những thành phần của nhiên liệu rắn cho tên lửa.